# Івановський сільський округ (Теренкольський район)
Іва́новський сільський округ (каз. Ивановка ауылдық округі, рос. Ивановский сельский округ) — адміністративна одиниця у складі Теренкольського району Павлодарської області Казахстану. Адміністративний центр — село Івановка.
Населення — 646 осіб (2021; 832 у 2009, 1184 у 1999, 1171 у 1989).
Станом на 1989 рік існувала Івановська сільська рада (села Интали, Івановка, Новоспасовка, Юбілейне). Пізніше села Интали та Юбілейне були передані до складу Качирського сільського округу.

## Склад
До складу округу входять такі населені пункти:
| Населений пункт    | Старі назви | Населення, осіб (1989) | Населення, осіб (1999) | Населення, осіб (2009) | Населення, осіб (2021) |
| ------------------ | ----------- | ---------------------- | ---------------------- | ---------------------- | ---------------------- |
| Івановка, село     | -           | 992                    | 990                    | 726                    | 614                    |
| Новоспасовка, село | -           | 179                    | 194                    | 106                    | 32                     |